# لويس سافيدرا
لويس سافيدرا (بالإسبانية: Luis Saavedra) (22 يونيو 1935 في إسبانيا - 8 ديسمبر 2013 في إسبانيا) هو لاعب كرة قدم إسباني في مركز الدفاع.

## وصلات خارجية
- لويس سافيدرا على موقع قاعدة بيانات كرة القدم.إي يو (الإنجليزية)